# Bloody Monday
Bloody Monday (яп. ブラッディ・マンデイ Buraddi Mandei) — манга, написанная Рё Рюмоном и иллюстрированная Мэгуми Кодзи и включившая в себя 96 глав. Выходила в журнале Weekly Shonen Magazine с апреля 2007 по май 2009 года и была опубликована в формате танкобонов издательством Коданся. Последний, 11 том, был издан 15 мая 2009 года.
Сиквел манги, Bloody Monday ~Pandora no Hako~ начал выходить в том же журнале (с 46-го выпуска) начиная с октября 2009 года. Затем в июле 2011 года, вышел последний сезон манги - Bloody Monday: Final Season.
По сюжету манги также была снята дорама и показана на телеканале TBS.

## Сюжет

### Сезон 1
Российского шпиона находят мёртвым в Японии, и единственным ключом, который может помочь в расследовании дела, является найденный при нём чип. Разведывательный отдел Управления общественной безопасности нанимает опытного хакера Фудзимару «Сокола» Такаги для его взлома и декодирования — на чипе обнаруживаются видеоматериалы со свидетельствами вирусной вспышки в России и убийстве тысяч заражённых людей, известном как «Рождественская Резня».
Ситуация осложняется, когда отцу Такаги, высокопоставленному чиновнику, предъявляют обвинение в убийстве, после того как им становится известно о некоей операции «Bloody Monday» («Кровавый Понедельник»).
В это время несущая ответственность за резню в России террористка Мая Орихара перебирается в Токио, где пытается подобраться ближе к Фудзимару, для чего устраивается учителем в его школу.

## Персонажи

### Основные
- Фудзимару Такаги (яп. 高木 藤丸 Такаги Фудзимару)

Второкурсник старшей школы и член её газетного клуба. В узких рядах известен как «Фалькон» (Сокол) — он является хакером и взламывает компьютеры коррупционеров, предавая огласке все полученные данные о махинациях.
- Отоя Кудзё (яп. 九条 音弥 Кудзё: Отоя)

Третьекурсник старшей школы, президент газетного клуба; внук японского министра юстиции Масамунэ Кудзё. Отоя является другом детства Фудзимару и долгое время был влюблён в его младшую сестру, Харуку. Занимает 2-е место национального турнира по стрельбе из лука.
- Аои Асада (яп. 朝田 あおい Асада Аои)

Второкурсница старшей школы, вице-президент газетного клуба. Владеет карате и является хорошим бойцом.
- Рюносукэ Такаги (яп. 高木 竜之介 Такаги Рю:носукэ)

Отец Фудзимару, подозревавшийся в убийстве его начальника Окиты, директора Разведывательного отдела Управления общественной безопасности, однако со временем все подозрения с него были сняты.

### Террористы
- Мая Орихара (яп. 折原 マヤ Орихара Мая)

Террористка, ответственная за распространение вируса «Bloody-X» и Рождественскую Резню; считает, что любые средства, даже убийство, могут оправдать цель. Вернувшись в Японию стала под прикрытием работать учителем в школе, где учится Фудзимару, с целью наблюдения за ним.
- Мако Андзай (яп. 安斎 真子 Андзай Мако)

Первокурсница, участница газетного клуба. Член террористической группировки, являющийся K, дочь лидера культа. После смерти лидера культа, становится новым лидером. Была убита членом своего же культа - Иудой, за несколько минут до "Кровавого Понедельника".
- Мидзусава Хибики (яп. 響水沢 Хибики Мидзусава)

Одна из 8-ми идентичных девушек-клонов, созданных из генетического материала лучших агентов.

### Другие
- Харука Такаги (яп. 高木 遥 Такаги Харука)

Сестра Фудзимару младшего него на 2 года. Страдает от почечной недостаточности.
Роль озвучивает Умика Кавасима (участница гёрл-группы  9nine)
- Хидэ Татикава (яп. 立川 英 Татикава Хидэ)

Второкурсник старшей школы, член газетного клуба. Его мачеха и сводный брат — члены террористической группировки. Был заражен вирусом, впоследствии от него и умер.